# Teke-Eboo
Teke-Eboo (auch Bamboma, Boma, Boo, Boõ, Eboo Teke, Eboom, Iboo, Teke-Boma und Zentral-Teke) ist eine Bantusprache und wird von circa 20.400 Angehörigen der Aboo in der Republik Kongo und der Demokratischen Republik Kongo gesprochen.
Sie ist in der Republik Kongo in der Region Pool und in der Demokratischen Republik Kongo in der Provinz Bandundu  verbreitet. 

## Klassifikation
Teke-Eboo bildet mit den Sprachen Ngungwel, Tchitchege, Teke, Teke-Fuumu, Teke-Kukuya, Teke-Laali, Teke-Nzikou, Teke-Tege, Teke-Tsaayi, Teke-Tyee und Yaka die Teke-Gruppe. Nach der Einteilung von Malcolm Guthrie gehört Teke-Eboo zur Guthrie-Zone B70. 
63 % des Wortschatzes weisen Gemeinsamkeiten mit dem Wortschatz von Teke-Laali auf, 75 % mit dem von Teke-Tsaayi, 85 % mit dem von Teke-Tyee, 86 % mit dem von Teke-Kukuya, 89 % mit dem von Ngungwel und 79 % mit dem von Teke-Tege.